# Dar El Shorouk
Dar El Shorouk è una casa editrice indipendente egiziana. È stata fondata nel 1968 da Mohamed el-Moallem, uno dei padri fondatori della moderna editoria in Egitto e il mondo arabo, che ha iniziato la sua carriera pubblicando nel 1942.
Dar El Shorouk è uno dei più importanti e rispettati editori nella regione. Il suo catalogo comprende 3.500 titoli di cui la minima parte sono traduzioni per lo più dall'inglese e il resto sono pensatori, statisti, politici, scienziati e le icone del moderno pensiero arabo, tra i quali i Premi Nobel Naguib Mahfouz e Ahmed Zewail. Tra gli autori contemporanei si ricordano Khaled Al Khamissi e Gada Abd el Aal.
Inoltre è attiva nel settore dei libri per bambini.

## Storia
Fondata nel 1942 da Mohamed el-Moallem, dopo un periodo di crisi dovuto alla difficile reperibilità della carta durante la Seconda guerra mondiale, nel 1958 la casa editrice rinasce con il nome Dar Al-Qalam e viene nazionalizzata nel 1966 e il suo proprietario detenuto per un breve periodo.
Nel 1968 la casa editrice si riappropria della denominazione Dar Al-Shurouq e un anno dopo apre la filiale di Beirut.
Nel 1972 viene istituita la tipografia Shurouq di Beirut, seguita quattro anni dopo dalla succursale al Cairo.
Il successo di entrambi i rami portano Dar El Shurouk alla reputazione di casa editrice professionista per tutti i settori della società e tutti i livelli della cultura.
Da allora si è occupata anche dell'introduzione di moderni metodi di pubblicazione in Egitto, come ad esempio la stampa in offset, da un'idea di Ibrahim el-Moallem. Successivamente, la stampa offset è diventata lo standard per la stampa in tutto il mondo. Al-Shurouq è stato anche la prima casa editrice a introdurre la copertina lucida in un momento in cui prevaleva la carta opaca. Ma il suo più grande segno di distinzione è stato l'affidamento della grafica delle copertine ad artisti professionisti.
La morte di Mohamed el-Moallem nel 1995 ha gettato nello scompiglio i circoli letterari, con un duro colpo per molti scrittori e intellettuali, alla luce della sua solida reputazione guadagnata in Egitto e in tutto il mondo arabo. Da allora la casa editrice è guidata dal figlio Ibrahim el-Moallem.

### Il quotidiano
Dar El Shorouk iniziò a pubblicare il quotidiano Al-Shorouk nel febbraio del 2009.